# Никола Ковачевски
Никола Иванов Банев (Ванев), известен като Никола Ковачевски, е български учител, деец на Българското възраждане в Източна Македония, основател на първото новобългарско училище в Неврокопско.

## Биография
Роден е в 1832 година в неврокопското село Ковачевица, тогава в Османската империя. Баща му Иван Банев е майстор строител и Никола обикаля с него българските земи. Учи в българско училище в Батак при Симеон Андонов, а по-късно до 1853 година е учител в него. Връща се в Ковачевица и в родната си къща открива новобългарско училище, в което преподава до 1864 година по взаимоучителния метод с помощта на съселянина си Йордже Димитров. Същата година за кратко преподава в Пазарджик. Банев е сред основните борци за независимост на българската църква и за българска просвета в Неврокопско. Става член на Неврокопската българска община, която го праща на мисии в столицата и в Солун. През 1865/1866 година участва в състава на депутация в Цариград с искането за назначаване на български владика в Неврокоп. Мисията не постига целите си. Участва в Народния събор в Гайтаниново в 1869 година, издигнал искане за учредяване на българска Неврокопско-Мелнишка-Драмска-Сярска епархия. Автор е на поучителни слова, с които защитава новобългарската просвета. Подпомага Стефан Веркович в събирането на местни български носии за Всеславянската етнографска изложба в Москва през 1867 година. През 1871 година е един от основателите на обновената неврокопска казалийска община. В 1873 година учредява дюлгерско дружество в Ковачевица и е сред основателите на Неврокопското учителско дружество „Просвещение“.  Кореспондира със Стефан Захариев и Йоаким Груев.
Освен с просветна, Ковачевски се занимава и с революционна дейност. В 1875 година е задържан и затворен в Сяр и Пещера. След освобождението си се установява в Батак и участва във военната подготовка на Априлското въстание. Арестуван е заедно със сина си Ангел Даскалов и откаран в Пловдивския затвор. В 1877 година са амнистирани и се връщат в Батак, където Ковачевски и синът му работят като учители. Никола Ковачевски умира в 1882 година, а според друг източник в 1881 година.

## Памет
Родният дом на Никола Ковачевски, така наречената Даскалова къща, е паметник на културата.
На Никола Ковачевски е наречена улица в квартал „Манастирски ливади“ в София (Карта).